# Дюна 7
Дюна 7 (англ. Dune 7) — найвища дюна у Намібії. Розташована на околицях міста Волфіш-Бей. Має висоту 383 м, та є однією з найвищих піщаних дюн на планеті. Отримала свою назву через те, що є сьомою від річки Цаучаб. популярне місце для активного туризму. 

## Галерея

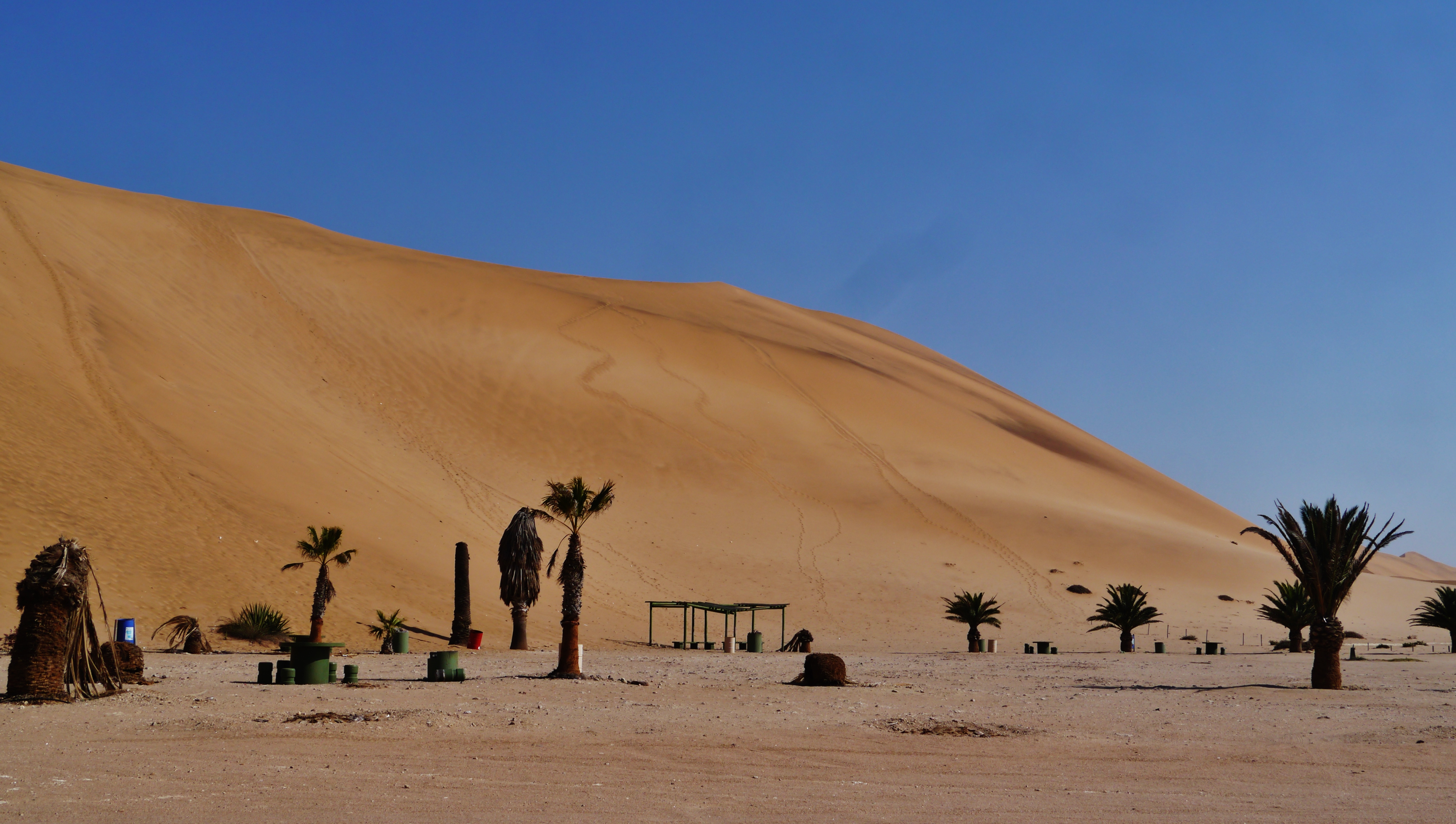
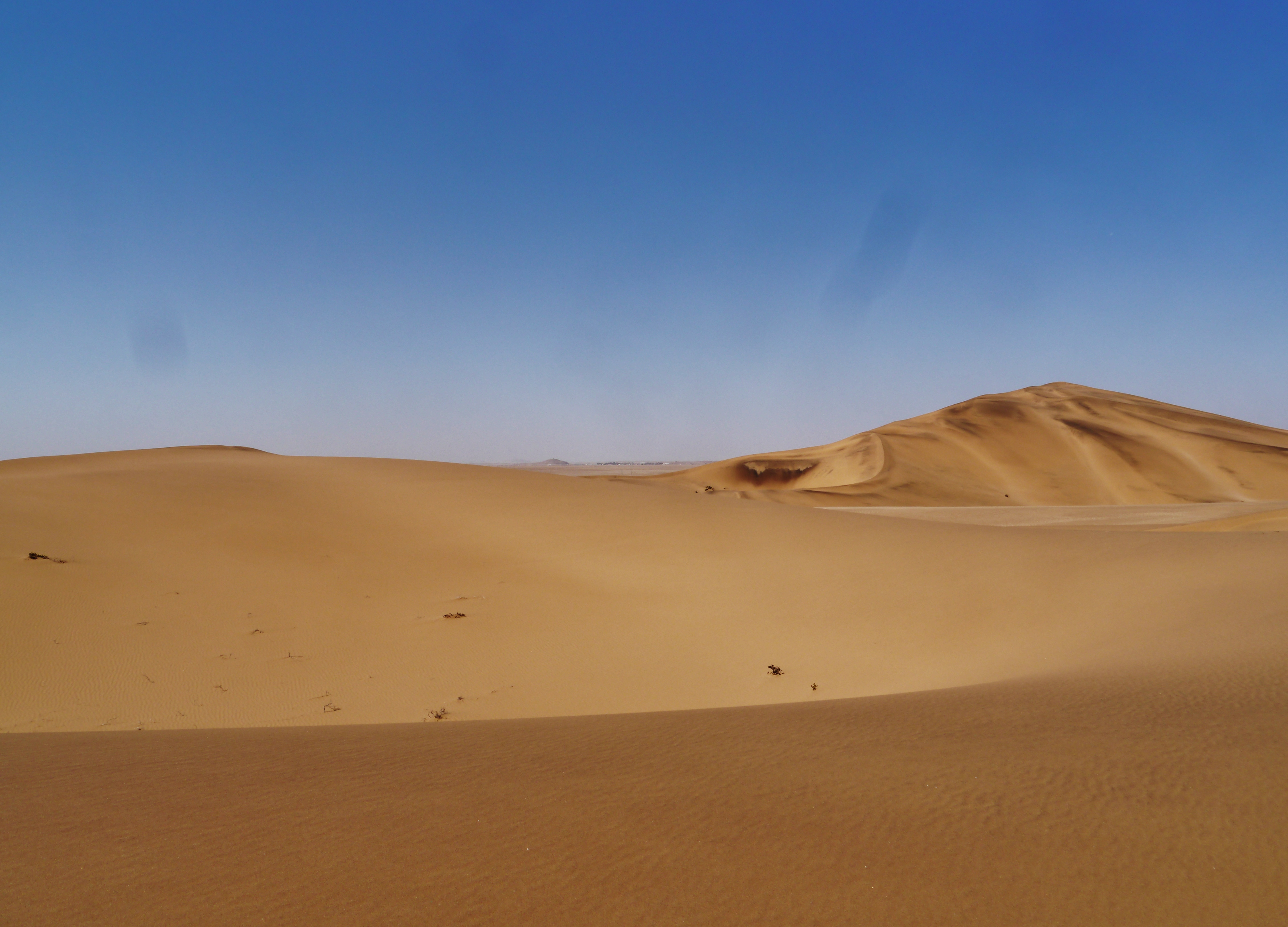
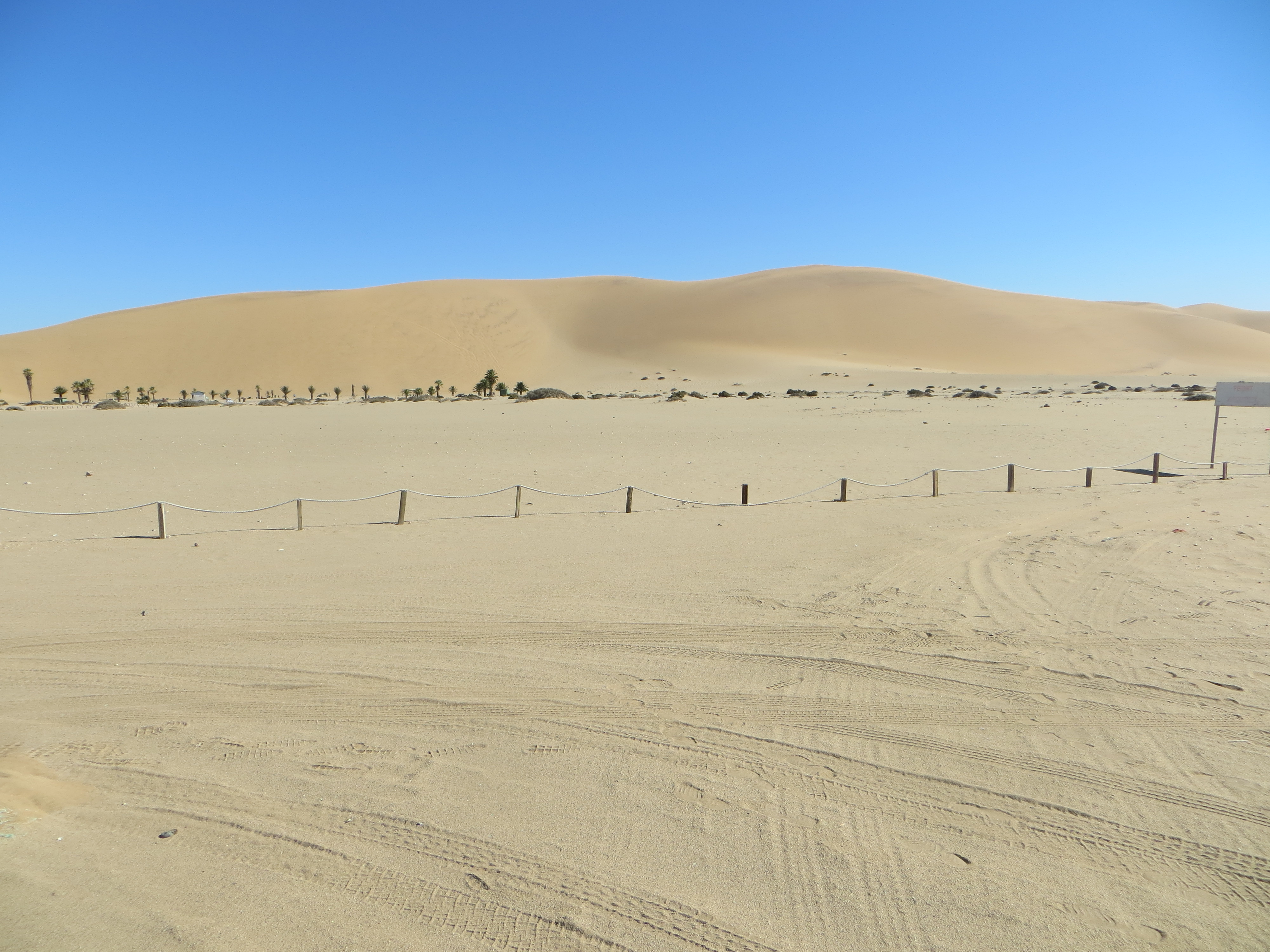
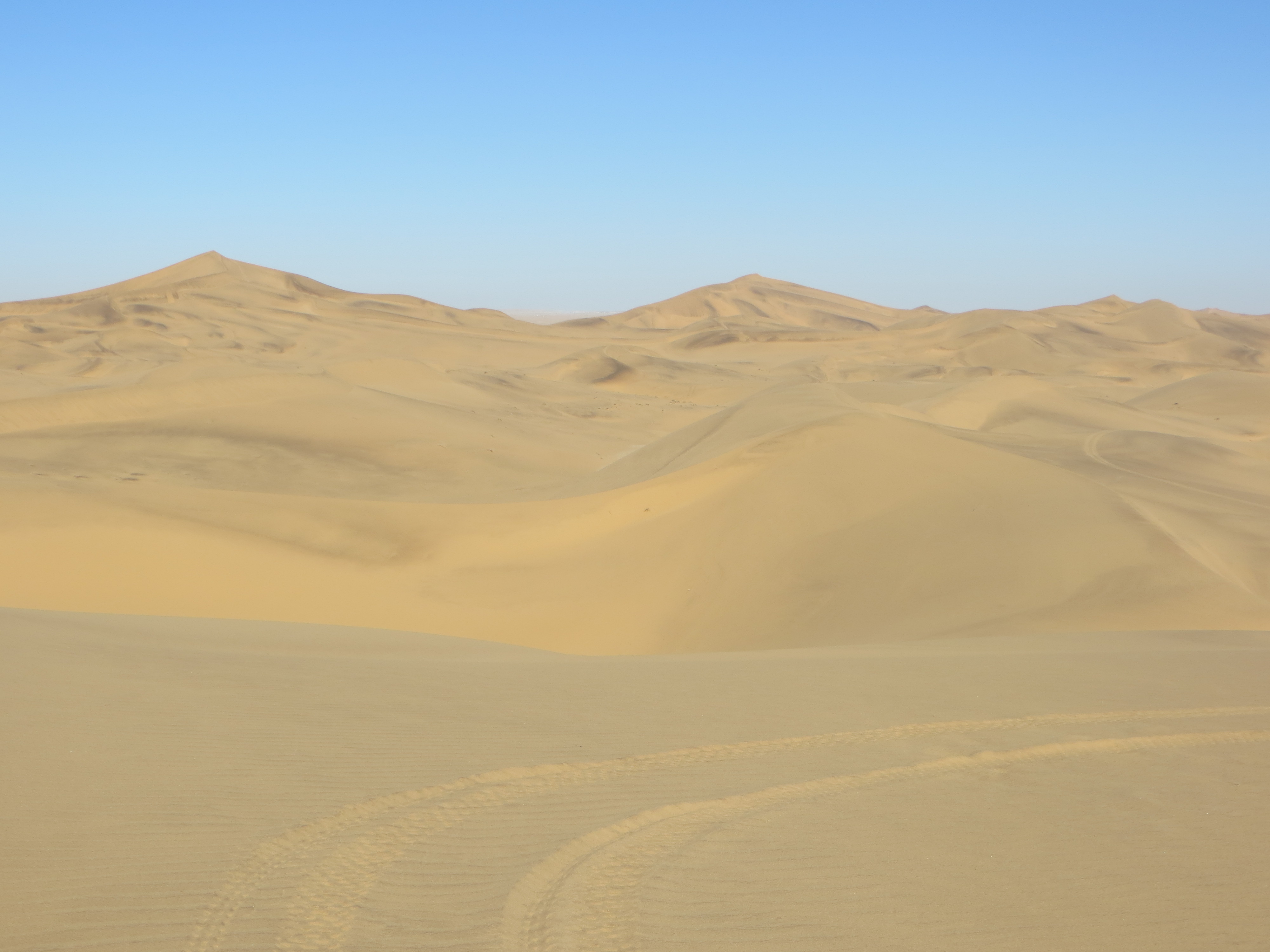
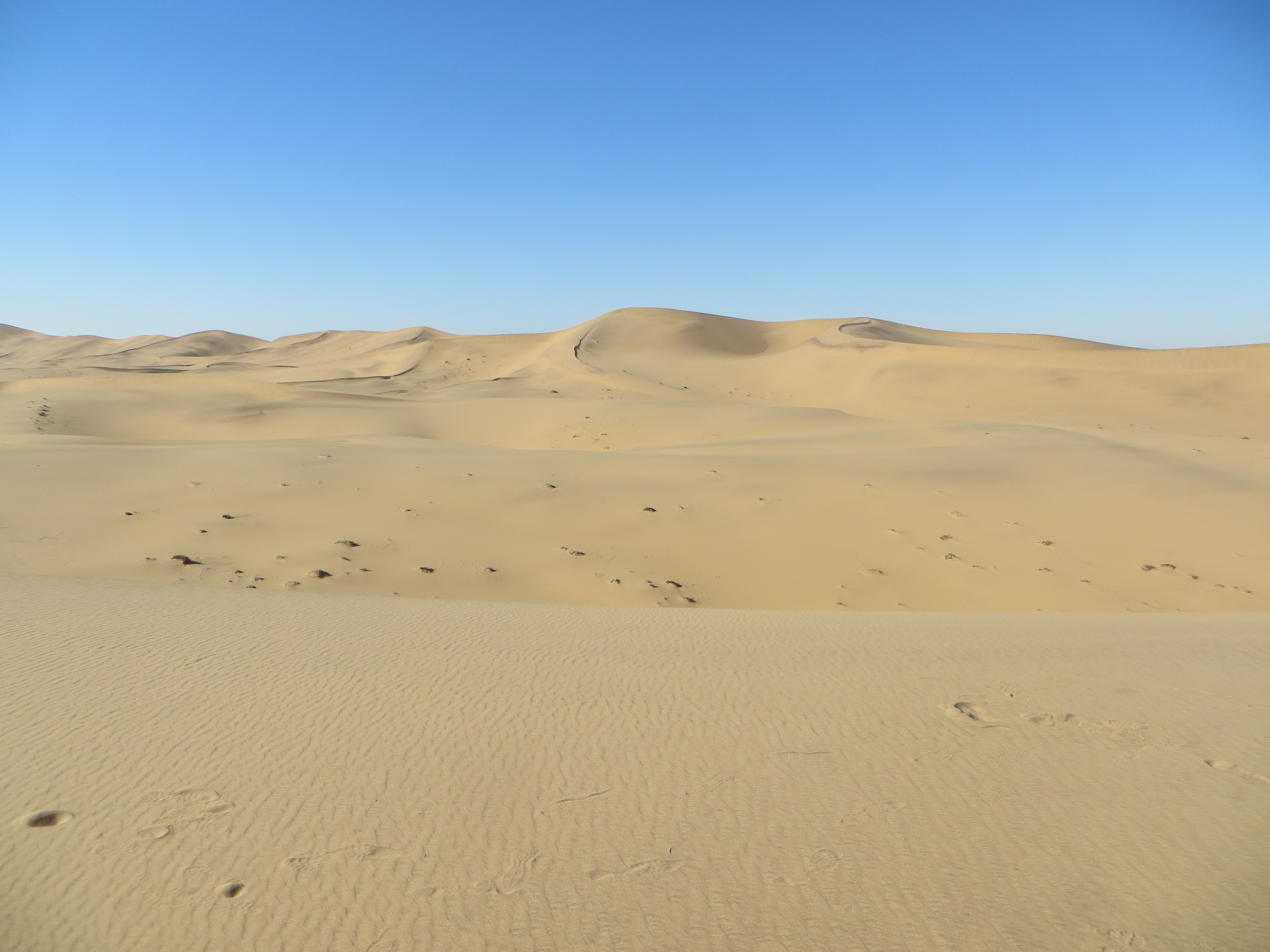
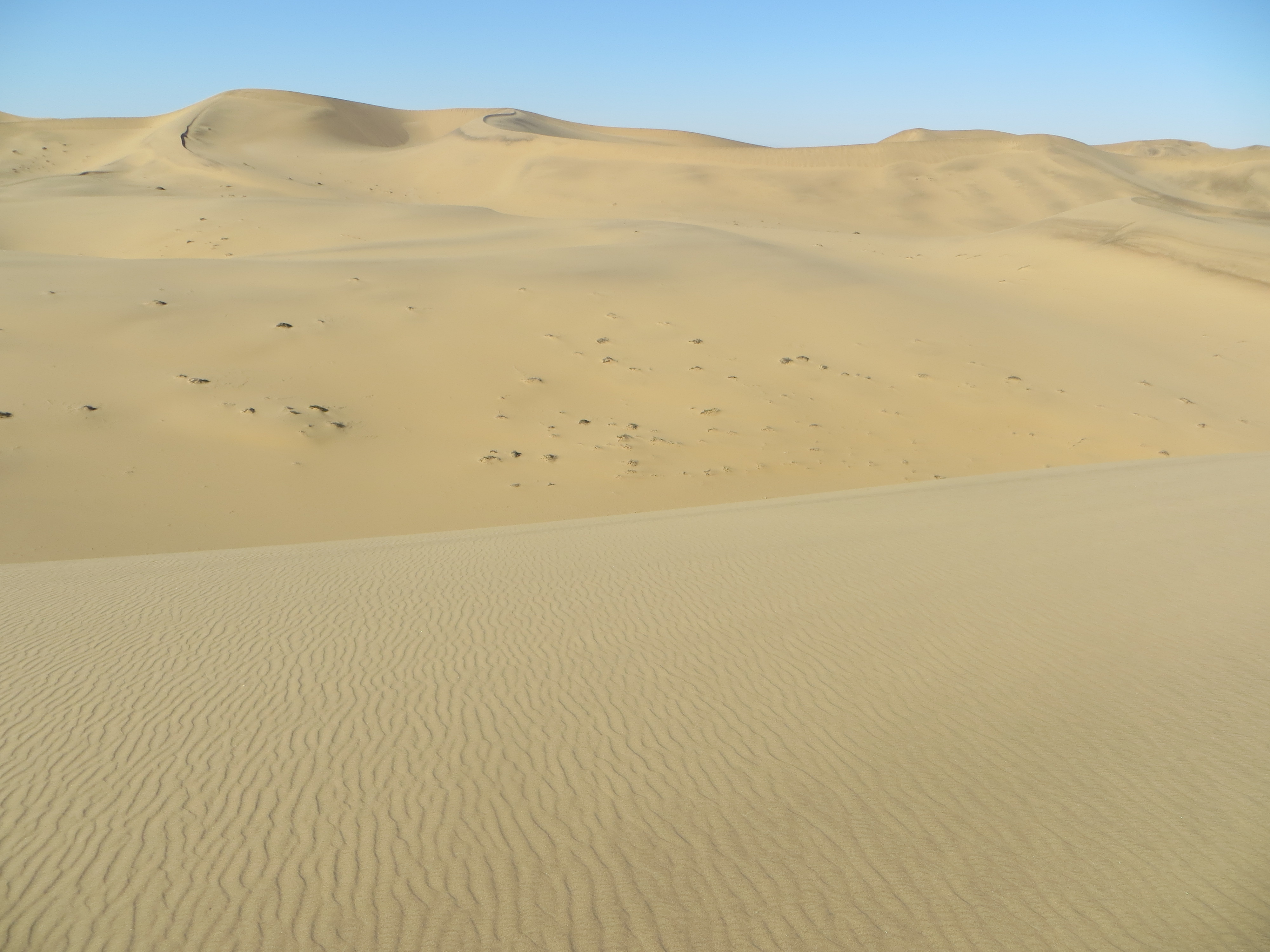
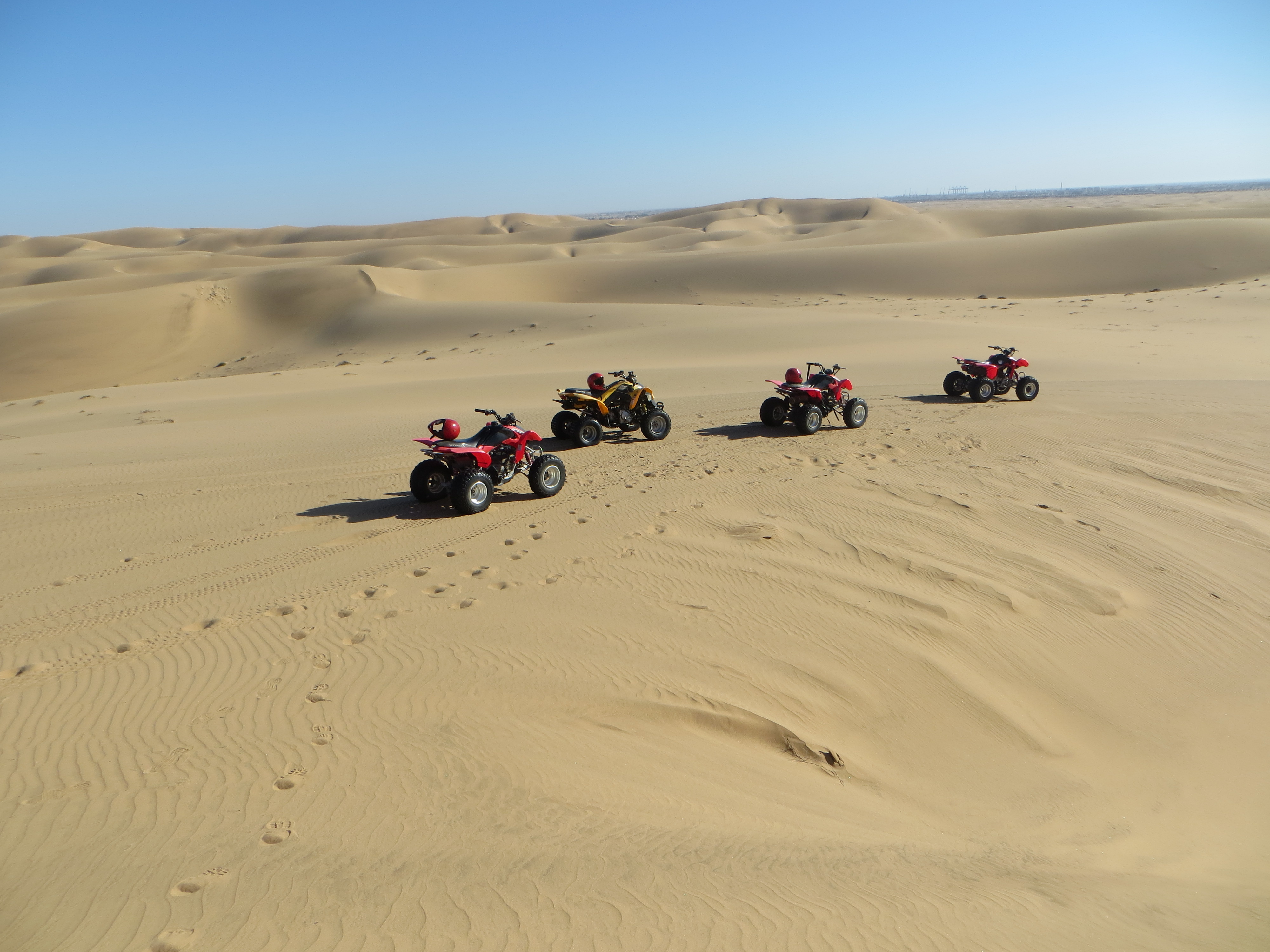